# The Abyssinians
The Abyssinians — музичний колектив з Ямайки, заснований 1968 року.
Гурт було засновано на Ямайці 1968 року. До його складу входили Бернард Коллінз та брати Лінфорд й Дональд Меннінги. Першими піснями гурту стали «Happy Land» (1968) та «Satta Massa Gana» (1969). Музиканти викупили права на «Satta Massa Gana» у власника студії Studio One Коксона Додда, де було записано пісню, і 1971 року перевидали її на власному лейблі Clinch. Пісня стала гучним хітом, була пізніше визнана класичною композицією в стилі регі та переспівувалася десятками інших виконавців.
На початку 1970-х років The Abyssinians видали ще декілька пісень, зокрема «Declaration of Rights», «Let My Days Be Long», «Poor Jason White», «Mabrak» (перероблена «Satta Massa Gana» з текстом, запозиченим з Біблії), «Yim Mas Gan» та інші. 1976 року на лейблі Clinch вийшов альбом Satta Massagana, а 1978 року — Arise. Проте через розбіжності між музикантами наприкінці 1970-х років The Abyssinians розпалися.
Гурт возз'єднався в середині 1990-х років, щоб записати альбом 19.95 + Tax, але потім музиканти знову розійшлися. Після цього існувало два паралельних колективи, що виконували оригінальні пісні The Abyssinians: один під керівництвом Бернарда Коллінза та інший за участі братів Меннінгів.